# リチャード・パワーズ
リチャード・パワーズ（英語: Richard Powers、1957年6月18日 - ）はアメリカ合衆国の小説家。現在、ポストモダン文学において最も注目されている作家の一人である。

## 人物
イリノイ州エヴァンストン出身。11歳の誕生日を迎える前に父親の仕事の都合でバンコクに移住し、16歳で帰国。イリノイ大学で物理学を専攻するが、文学に魅せられ文学修士号を取る。卒業後はボストンでプログラマとして働くが、ボストン美術館でアウグスト・ザンダー撮影の写真を見たのをきっかけに退職、2年間を処女作に捧げた。その後、オランダに移住して二作品を発表した。1991年、ケンブリッジ大学で一年過ごした後、アメリカに帰国。イリノイ大学のライター・イン・レジデンスとなる。1996年、同大学のスワンランド寄付講座教授に任命され、教鞭をとりながら執筆活動を続けている。2013年、スタンフォード大学のフィル・アンド・ペニー・ナイト寄附講座教授。主な受賞歴に、全米図書賞（2006年、The Echo Maker ）、ピューリッツァー賞フィクション部門（2019年、The Overstory ）などがある。

## 著作リスト
- Three Farmers on Their Way to a Dance, 1985
  - 『舞踏会へ向かう三人の農夫』柴田元幸訳、みすず書房 2000／河出文庫（上下） 2018
- Prisoner's Dilemma, 1988
  - 『囚人のジレンマ』柴田元幸・前山佳朱彦訳、みすず書房 2007
- The Gold Bug Variations, 1991
  - 『黄金虫変奏曲』森慎一郎・若島正訳、みすず書房 2022
- Operation Wandering Soul, 1992
- Galatea 2.2, 1995
  - 『ガラテイア2.2』若島正訳、みすず書房 2001
- Gain, 1998
- Plowing the Dark, 2000
- The Time of Our Singing, 2003
  - 『われらが歌う時』高吉一郎訳、新潮社 2008
- The Echo Maker, 2006
  - 『エコー・メイカー』黒原敏行訳、新潮社 2012
- Generosity: An Enhancement, 2009
  - 『幸福の遺伝子』木原善彦訳、新潮社 2013
- Orfeo, 2014
  - 『オルフェオ』 木原善彦訳、新潮社 2015
- The Overstory, 2018
  - 『オーバーストーリー』木原善彦訳、新潮社 2019
- Bewilderment, 2021
  - 『惑う星』木原善彦訳、新潮社 2022